# Grande Prêmio da China de 2014
O Grande Prêmio da China de 2014 (formalmente denominado 2014 Formula 1 UBS Chinese Grand Prix) foi uma corrida realizada no Circuito Internacional de Xangai, em Xangai, em 20 de abril de 2014. Foi a quarta corrida da Temporada de Fórmula 1 de 2014..
Um fato inusitado aconteceu nesta corrida. O Fiscal deu a bandeirada final (quadriculada) antes do previsto. Ele balançou bandeira na 55ª volta, e não na 56ª, conforme previsto. Assim, segundo o artigo 43.2 do regulamento desportivo ("se por qualquer razão for dado o sinal de fim de prova antes que o líder tenha completado o número programado de voltas ou o tempo limite previsto, a corrida será considerada terminada na ocasião em que o líder cruzou a linha de chegada pela última vez antes da sinalização". ), para se determinar o resultado final, foi levada em consideração a classificação da 54ª volta desta corrida.

## Pneus
| Nome do composto | Cor     | Cor | Banda de rolamento | Condições de condução         | Dry Type*    | Aderência | Longevidade |
| ---------------- | ------- | --- | ------------------ | ----------------------------- | ------------ | --------- | ----------- |
| Macio            | Amarelo |     | Slick              | Seco                          | Prime/Option | Médio     | Médio       |
| Médio            | Branco  |     | Slick              | Seco                          | Prime/Option | Médio     | Médio       |
| Intermediário    | Verde   |     | Sulcos             | Molhado (água não estagnante) | x            | x         | x           |
| Chuva            | Azul    |     | Sulcos             | Molhado (água estagnante)     | x            | x         | x           |

## Resultados

### Treino Classificatório
| Pos.                     | Nu. | Piloto            | Construtor           | Q1       | Q2       | Q3       | Grid |
| ------------------------ | --- | ----------------- | -------------------- | -------- | -------- | -------- | ---- |
| 1                        | 44  | Lewis Hamilton    | Mercedes             | 1:55.516 | 1:54.029 | 1:53.860 | 1    |
| 2                        | 3   | Daniel Ricciardo  | Red Bull-Renault     | 1:56.641 | 1:55.302 | 1:54.455 | 2    |
| 3                        | 1   | Sebastian Vettel  | Red Bull-Renault     | 1:55.926 | 1:54.499 | 1:54.960 | 3    |
| 4                        | 6   | Nico Rosberg      | Mercedes             | 1:56.058 | 1:55.294 | 1:55.143 | 4    |
| 5                        | 14  | Fernando Alonso   | Ferrari              | 1:56.961 | 1:55.765 | 1:55.637 | 5    |
| 6                        | 19  | Felipe Massa      | Williams-Mercedes    | 1:56.850 | 1:56.757 | 1:56.147 | 6    |
| 7                        | 77  | Valtteri Bottas   | Williams-Mercedes    | 1:56.501 | 1:56.253 | 1:56.282 | 7    |
| 8                        | 11  | Nico Hülkenberg   | Force India-Mercedes | 1:55.913 | 1:56.847 | 1:56.366 | 8    |
| 9                        | 25  | Jean-Éric Vergne  | Toro Rosso-Renault   | 1:57.477 | 1:56.584 | 1:56.773 | 9    |
| 10                       | 8   | Romain Grosjean   | Lotus-Renault        | 1:58.411 | 1:56.407 | 1:57.079 | 10   |
| 11                       | 7   | Kimi Räikkönen    | Ferrari              | 1:58.279 | 1:56.860 |          | 11   |
| 12                       | 22  | Jenson Button     | McLaren-Mercedes     | 1:57.783 | 1:56.963 |          | 12   |
| 13                       | 26  | Daniil Kvyat      | Toro Rosso-Renault   | 1:57.261 | 1:57.289 |          | 13   |
| 14                       | 99  | Adrian Sutil      | Sauber-Ferrari       | 1:58.138 | 1:57.393 |          | 14   |
| 15                       | 20  | Kevin Magnussen   | McLaren-Mercedes     | 1:57.369 | 1:57.675 |          | 15   |
| 16                       | 11  | Sergio Pérez      | Force India-Mercedes | 1:58.362 | 1:58.264 |          | 16   |
| 17                       | 21  | Esteban Gutiérrez | Sauber-Ferrari       | 1:58.988 |          |          | 17   |
| 18                       | 10  | Kamui Kobayashi   | Caterham-Renault     | 1:59.260 |          |          | 18   |
| 19                       | 17  | Jules Bianchi     | Marussia-Ferrari     | 1:59.326 |          |          | 19   |
| 20                       | 9   | Marcus Ericsson   | Caterham-Renault     | 2:00.646 |          |          | 20   |
| 21                       | 4   | Max Chilton       | Marussia-Ferrari     | 2:00.865 |          |          | 21   |
| Tempo dos 107%: 2:03.602 |     |                   |                      |          |          |          |      |
| NQ                       | 13  | Pastor Maldonado  | Lotus-Renault        | No Time  |          |          | 22   |
| Fonte:                   |     |                   |                      |          |          |          |      |

### Corrida
| Pos.   | Nu. | Piloto            | Construtor           | Voltas | Tempo/Retirado | Grid | Pontos |
| ------ | --- | ----------------- | -------------------- | ------ | -------------- | ---- | ------ |
| 1      | 44  | Lewis Hamilton    | Mercedes             | 54     | 1:33:28.338    | 1    | 25     |
| 2      | 6   | Nico Rosberg      | Mercedes             | 54     | +18.686        | 4    | 18     |
| 3      | 14  | Fernando Alonso   | Ferrari              | 54     | +25.765        | 5    | 15     |
| 4      | 3   | Daniel Ricciardo  | Red Bull-Renault     | 54     | +26.978        | 2    | 12     |
| 5      | 1   | Sebastian Vettel  | Red Bull-Renault     | 54     | +51.012        | 3    | 10     |
| 6      | 27  | Nico Hülkenberg   | Force India-Mercedes | 54     | +57.581        | 8    | 8      |
| 7      | 77  | Valtteri Bottas   | Williams-Mercedes    | 54     | +58.145        | 7    | 6      |
| 8      | 7   | Kimi Räikkönen    | Ferrari              | 54     | +1:23.990      | 11   | 4      |
| 9      | 11  | Sergio Pérez      | Force India-Mercedes | 54     | +1:26.489      | 16   | 2      |
| 10     | 26  | Daniil Kvyat      | Toro Rosso-Renault   | 53     | +1 volta       | 13   | 1      |
| 11     | 22  | Jenson Button     | McLaren-Mercedes     | 53     | +1 volta       | 12   |        |
| 12     | 25  | Jean-Éric Vergne  | Toro Rosso-Renault   | 53     | +1 volta       | 9    |        |
| 13     | 20  | Kevin Magnussen   | McLaren-Mercedes     | 53     | +1 volta       | 15   |        |
| 14     | 13  | Pastor Maldonado  | Lotus-Renault        | 53     | +1 volta       | 22   |        |
| 15     | 19  | Felipe Massa      | Williams-Mercedes    | 53     | +1 volta       | 6    |        |
| 16     | 21  | Esteban Gutiérrez | Sauber-Ferrari       | 53     | +1 volta       | 17   |        |
| 17     | 17  | Jules Bianchi     | Marussia-Ferrari     | 53     | +1 volta       | 19   |        |
| 18     | 10  | Kamui Kobayashi   | Caterham-Renault     | 53     | +1 volta       | 18   |        |
| 19     | 4   | Max Chilton       | Marussia-Ferrari     | 52     | +2 voltas      | 21   |        |
| 20     | 9   | Marcus Ericsson   | Caterham-Renault     | 52     | +2 voltas      | 20   |        |
| Ret    | 8   | Romain Grosjean   | Lotus-Renault        | 27     | Câmbio         | 10   |        |
| Ret    | 99  | Adrian Sutil      | Sauber-Ferrari       | 4      | Motor          | 14   |        |
| Fonte: |     |                   |                      |        |                |      |        |

## Volta de Liderança
- Lewis Hamilton : 54 (1-54)

## Tabela do campeonato após a corrida
Observe que somente os cinco primeiras posições estão incluídas na tabela.